# Kase-san
Kase-san (яп. 加瀬さんシリーズ Касэ-сан Сири:дзу) — юри-манга, написанная и проиллюстрированная Хироми Такасимой. Выпускалась с 26 августа 2010 года по 23 марта 2017 года в журналах Hirari и Flash Wings издательства Shinshokan. Манга-сиквел под названием Yamada to Kase-san. начала публикацию в журналах Wings и Flash Wings с 28 апреля 2017 года. Премьера семиминутной ONA производства студии Zexcs состоялась 7 мая 2017 года, она называется Asagao to Kase-san. (яп. あさがおと加瀬さん。 Асагао то Касэ-сан., букв.«Касэ-сан и вьюнок.»).

## Сюжет
Юи Ямада — робкая старшеклассница, обожающая ухаживать за школьными клумбами, влюбляется в Томоку Касэ, и они начинают встречаться. История рассказывает о различных проблемах, с которыми девушки сталкиваются в их отношениях.

## Персонажи
Юи Ямада (яп. 山田 結衣 Ямада Юи) — скромная и застенчивая девушка, любит заниматься садоводством и состоит в Комитете по Озеленению Школы. Влюбилась в Касэ, несмотря на то, что они обе девушки, и начала с ней встречаться. Часто бывает поглощена переживаниями по поводу своих чувств и буквально параноидально обдумывает произошедшие с ней события. После окончания старшей школы, отправилась в Токио вместе с Томокой, чтобы изучать садоводство в женском институте.
Томока Касэ (яп. 加瀬 友香 Касэ Томока) — старшеклассница, чьё обаяние и мальчишеский характер притягивают к себе людей. Состоит в клубе Легкой Атлетики и часто участвует в турнирах. Проявляла сильный интерес к Ямаде и вскоре начала с ней встречаться. Иногда может быть немного пошловатой. После окончания старшей школы, поступила в токийский спортивный университет.
Микава (яп. 三河 Микава) — лучшая подруга и одноклассница Ямады по прозвищу Микава-ти. Первая, кто начал подозревать, что Юи в отношениях с Томокой. Она довольно озорная и состоит в Теннисном Клубе, но боится вида крови. После окончания старшей школы она отправляется в колледж в Токио для изучения туризма.
Аканэ Иноэ (яп. 井上 茜 Ино:э Аканэ) — выпускница, состоявшая в клубе Легкой Атлетики и учащаяся в том же университете, что и Касэ. Из-за слухов полагала, что Томока и Юи уже расстались, но в конечном счёте это оказалось не так.

## Медиа-издания

### Манга
Манга авторства Хироми Такасимы начала выпуск в журнале Hirari издательства Shinshokan 26 августа 2010 года. 30 июля 2014 года публикация перешла в журнал Flash Wings и полностью закончилась 23 марта 2017 года. Серия издана в четырёх томах, последний был опубликован 25 июля 2017 года. Манга лицензирована в Северной Америке компанией Seven Seas Entertainment.
Продолжение истории под названием Yamada to Kase-san. (яп. 山田と加瀬さん。 Ямада то Касэ-сан, Ямада и Касэ-сан) начало публиковаться в журналах Wings и Flash Wings издательства Shinshokan с 28 апреля 2017 года.

#### Список томов
| № | Заглавие                                                                         | Дата публикации       | ISBN                   |
| - | -------------------------------------------------------------------------------- | --------------------- | ---------------------- |
| 1 | Касэ-сан и вьюнок. Асагао то Касэ-сан. (あさがおと加瀬さん。)                    | 28 июля 2012 года     | ISBN 978-1-626924-70-3 |
| 2 | Касэ-сан и бэнто. Обэнто: то Касэ-сан. (おべんとうと加瀬さん。)                  | 30 июля 2014 года     | ISBN 978-4-40-367158-6 |
| 3 | Касэ-сан и бисквитный торт. Сё:токэ:ки то Касэ-сан. (ショートケーキと加瀬さん。) | 30 сентября 2015 года | ISBN 978-4-40-367173-9 |
| 4 | Касэ-сан и фартук. Эпурон то Касэ-сан. (エプロンと加瀬さん。)                    | 25 июля 2017 года     | ISBN 978-4-40-367176-0 |

### Аниме
Семиминутный музыкальный клип по мотивам манги был анонсирован 23 марта 2017 года. Его премьера состоялась 7 мая 2017 года на официальном YouTube-канале компании Pony Canyon, а озаглавлен он был по названию первого тома — Asagao to Kase-san. (яп. あさがおと加瀬さん。 Асагао то Касэ-сан., букв.«Касэ-сан и вьюнок.»). Производством ONA занималась студия Zexcs, его режиссёром стал Такуя Сато, Сакаи Кюта работал над дизайном персонажей и отвечал за проверку ключевых кадров. Сценарий написал Ханако Оку, клип также использует песню «Kimi no Egao» (яп. 君の笑顔 Кими но Эгао, Твоя улыбка) из его альбома 2012 года под названием «Good-Bye».
Blu-ray был выпущен в качестве бонуса к эксклюзивному ограниченному изданию четвёртого тома манги 25 июля 2017 года.
О создании нового аниме-проекта было объявлено 28 августа 2017 года. Премьера ONA состоялась на 9 июня 2018 года.